# Американские бродяги
«Американские бродяги» (англ. American Strays) — сатирический комедийный фильм с элементами роуд-муви  американского режиссёра Майкла Коверта. Премьера фильма состоялась 16 апреля 1996 на кинофестивале в Хьюстоне, штат Техас.
Штатный кинокритик The New York Times Стивен Холден назвал киноленту «пародией на поиск чувства юмора» (англ. spoof in search of a sense of humor), отметив, что у фильма были зачатки нескольких хороших идей, однако в конечном итоге режиссёру не удалось их развить.

## Сюжет
Фильм состоит из трёх отдельных сюжетных линий. В первой Дуэйн (Джон Сэвидж), продавец пылесосов встречает любовь всей своей жизни в лице  чудаковатой женщины по имени Пэтти Мэй (Дженнифер Тилли). Герой второй истории Джонни (Люк Перри), парень с суицидальными наклонностями, который нанимает киллера-садиста (Сэм Дж. Джонс), чтобы покончить с собой изощрённым способом. Третья история рассказывает о потерявшем работу мужчине по имени Мартин (Эрик Робертс) и его семье, а также двух мафиози (Джо Витерелли и Джеймс Руссо) и других, которые путешествуют по пустынному юго-западу Америки.
В конечном счёте, герои каждой из трёх сюжетных линий в итоге оказываются в закусочной Red's Desert Oasis в пустыне Мохаве.

## В ролях
- Скотт Планк — Сонни
- Мелора Уолтерс — Синди
- Джон Сэвидж — Дуэйн
- Брайон Джеймс — Орис
- Джо Витерелли — Джин
- Джеймс Руссо — Эдди
- Люк Перри — Джонни
- Уилл Ротхаар — Джордан
- Эрик Робертс — Мартин
- Сэм Дж. Джонс — Уничтожитель (англ. The Exterminator)
- Кэрол Кейн — Хелен
- Дженнифер Тилли — Пэтти Мэй
- Майкл Хорс — старший полицейский
- Патрик Уорбертон — младший полицейский